# Ярун (Загреб)

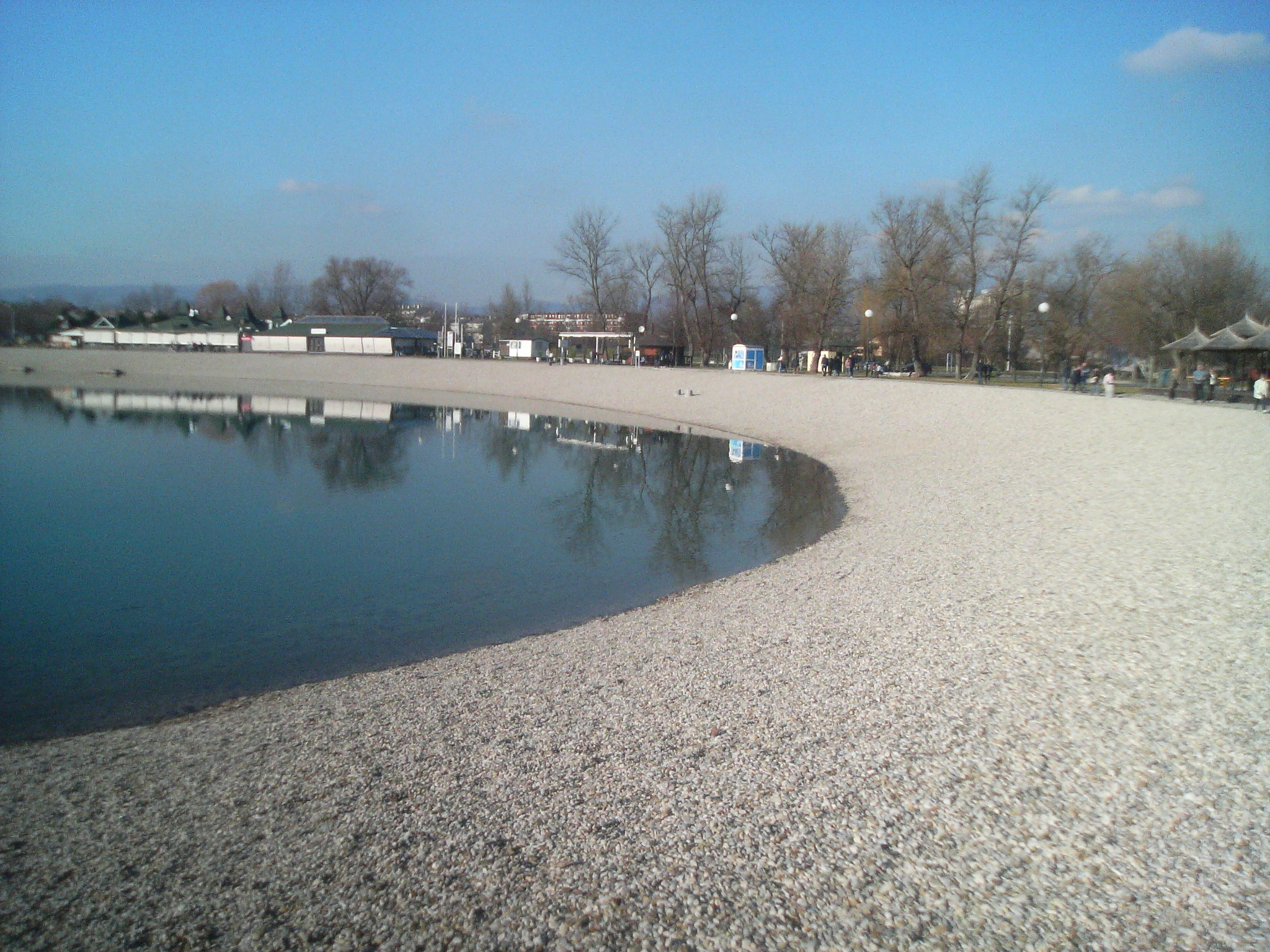
Пляж на озері

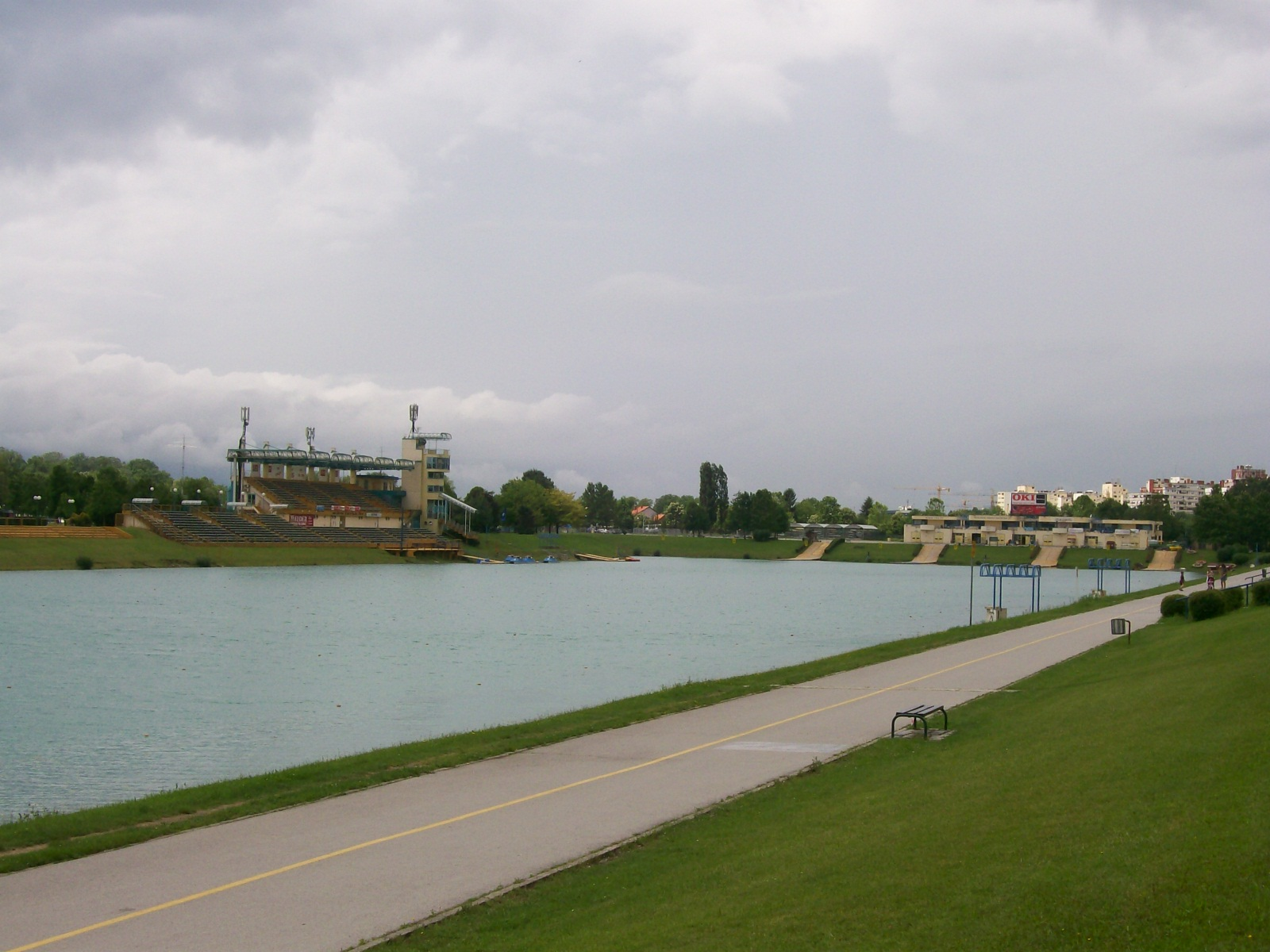
Веслувальний канал із трибунами та іншими спортивними спорудами на задньому плані

Ярун (хорв. Jarun) — озеро в Загребі, у південно-західній частині міського району Трешнєвка-Південь, та прилегла місцевість, названа на честь озера.

## Історія
Початки озера походять з того часу, коли там протікала річка Сава. Поселення Ярун згадувалося дуже давно: він позначений на топографічній карті Загреба, датованій 1782 роком. Тоді у ньому було лише дві вулиці — вулиця Ярун і Ярунська набережна.
У ті часи Ярун був рукавом Сави, навколо якого було невеличке поселення і кукурудзяні поля. Повінь 1964 року посприяла будівництву насипу вздовж Сави, який фізично відокремив Ярун від самої річки, перетворивши його на плавні. Тоді з Яруна видобували гравій, який використовували для побудови насипу, тому з часом він поглибився і став озером.

## Озеро
Ярун знаходиться на південному краю однойменної місцевості. Його називають також Загребським морем. Тут можна купатися, кататися на водних лижах, ходити під вітрилом, займатися серфінгом; є добре обладнані пляжі з піщаним, гальковим або трав'яним покриттям, де можна приймати сонячні ванни, грати в спортивні ігри, а у пізні години — розважитися в одному з численних нічних клубів або кав'ярень. До озера з центру столиці курсують трамваї маршрутів № 5 і 17.
Озеро та довколишня місцевість — улюблена зона відпочинку жителів Загреба як у спекотні літні дні, так і в холодні зимові. Ярун приваблює охочих до активних видів відпочинку (плавання, біг підтюпцем, катання на роликах і скейтборді, їзда на велосипеді тощо). Окрім розважальних заходів, на озері регулярно проводяться регати з веслування та вітрильного спорту, змагання на байдарках і каное, плавальні марафони, легкоатлетичні виступи, велопробіги тощо. Навколо озера Ярун є «Алея слави» з фотографіями та біографічними відомостями про видатних діячів хорватського спорту.
Крім веслувального каналу завдовжки 2 км, озеро Ярун складається з двох сполучених озер — Великого і Малого та включає 6 островів: Трешнєвка (з'єднаний мостом), Острів Універсіади '87 (з'єднаний мостом), Острів дикої природи, Острів хорватської молоді (з'єднаний мостом), Острів кохання, Острів веслярів (з'єднаний мостом).

## Місцевість
Поселення Ярун, підпорядковане однойменному місцевому комітету, охоплює 398,06 га і налічує 12 149 мешканців (2011).
Забудова Яруна багатоквартирними будинками почалася наприкінці 1970-х років, до того Ярун був простим селом. Подальший розвиток пов'язаний із побудовою в 1987 році центру спорту і дозвілля і завдячував проведеній того ж року у Загребі Універсіаді. Нині це мікрорайон середнього класу з дуже низьким рівнем злочинності.
Межі Яруна на півночі утворює вулиця Хорвачанська, яка відділяє його від сусіднього мікрорайону Стаглище, на заході — вулиця Хорватського Сокола і місцевість Врбани, на сході — струмок Врапчак і поселення Гредице, а на півдні — річка Сава. У широкому розумінні Ярун також включає загребські місцевості Стаглище і Гредице.